# 雍正王朝之大义觉迷
《雍正王朝之大义觉迷》又译《皇帝与秀才：皇权游戏中的文人悲剧》，是汉学家、中国史学者史景迁2001年的著作。书中讲述了中国清朝君主雍正帝颁行《大义觉迷录》及其流传、禁毁的过程，从细节处反映出古代中国君权与知识分子的错综关系，透过曾静的遭遇折射了旧式文人的宿命。但該書頗多爭議。《大义觉迷录》对研究雍正帝其人及其政治主张，提供了不少线索。此书还反映出康雍时期的一些社会情况、民间反清情绪等问题。材料虽然零碎，但其中有些内容仍是其他书籍所不载的。